# Principado de Peremyshl
El principado de Perémyshl (del ucraniano: Перемишльськe князівствo, Perémyshlske kniázivstvo) fue un pequeño principado medieval con centro en Perémyshl (actual Przemyśl, Polonia) en las tierras de Cherven («Rutenia Roja»).

## Primera mención
La Crónica de Néstor, escrita alrededor del año 981, hace la primera mención de Perémyshl relatando las guerras de San Vladímir:

Vladímir marchó hacia los liachi y tomó sus ciudades: Perémyshl, Cherven y otros pueblos, todas las cuales están sujetas a la Rus incluso hoy en día.
Crónica de Néstor

Es posible que los Liaji aquí sean los polacos. Cross afirma que Liaj era un término antiguo para designar a una persona de Polonia. Franklin y Shepard sostienen que ese pueblo es el mismo que los ledzanianos, mencionados en De Administrando Imperio como tributarios de la Rus. Perémyshl puede haber sido una de las ciudades de Cherven capturada por el príncipe polaco Boleslao I en 1018, las cuales fueron recapturadas por la Rus en 1031.

## Rostislávichi
Perémyshl fue gobernada inicialmente por los descendientes de Vladímir Yaroslávich — quien ayudó a recapturar las ciudades de Cherven en 1031 — y su hijo único Rostislav Vladímirovich; por lo tanto se los conoce como Rostislávichi. El primer príncipe de Perémyshl es Riúrik Rostislávich, que ocupaba la ciudad cuando los asesinos de Yaropolk Iziaslávich se refugiaron allí en 1087. Se alega que Vsévolod I Yaroslávich, gran príncipe de la Rus, prorrateó los territorios volhynianos, dándole Volodímir-Volinski a David Ígorevich, Terebovl a Vasilko Rostislávich y Perémyshl a Volodar Rostislávich, mercedes confirmadas en el consejo de Liubech de 1097. La ciudad, defendida por el príncipe Volodar, fue sitiada en 1096 por Yaroslav Sviatopólkovich, aliado con el rey Coloman de Hungría. Sin embargo, David Sviatoslávich, príncipe de Chernígov, y su aliado polovstsiano Bonyak derrotaron a los húngaros.
Perémyshl, aunque originalmente estaba subordinado al principado de Volodímir-Volinski, se mantuvo como un principado semi-independietne hasta mediados del siglo XIII. Aunque los detalles no se encuentran disponibles, formó parte de la órbita del emergente Principado de Galitzia (Hálych). Durante el conflicto entre Rostislav Mijaílovich y Danílo Románovich (antiguo príncipe de este principado), fue una de las fortalezas de Danílo; el obispo apoyaba a Rostislav, y cuando este último ocupó Hálych, nombró a Konstantín de Riazán para supervisar Perémyshl. Perémyshl es conocido por haber sido el primer fuerte de Boleslao-Yuri, rey de la Rus, que pasó a manos polacas luego de su muerte.

## Príncipes de Perémyshl
| Período   | Príncipe                            | Referencia | Notas |
| --------- | ----------------------------------- | ---------- | --- |
| 1085–1092 | Riúrik Rostislávich                 | [ 12 ]     | |
| 1092–1124 | Volodar Rostislávich                | [ 12 ]     | Anteriormente príncipe de Zvenýhorod (1084–1092); luchó varias guerras contra los polacos, convirtiéndose en su prisionero brevemente en 1121.           |
| 1124–1129 | Rostislav Volodárevich              | [ 12 ]     | |
| 1129–1153 | Vladimirko Volodérevich             | [ 12 ]     | Príncipe de Zvenýhorod (1124–1129) príncipe de Terebovl (1141–1153), y príncipe de Galitzia (1141–1145). Se casó con la hija del rey Coloman de Hungría. |
| 1153–1187 | Yaroslav Vladímirovich              | [ 12 ]     | Príncipe de Galitzia (1153–1187). |
| 1187–1205 | Vladímir Yaroslávich                | [ 12 ]     | Príncipe de Galitzia (1188; 1190–1199). |
| 1205–1211 | Sviatoslav Ígorevich                | [ 12 ]     | |
| 1211      | Danílo Románovich                   | [ 12 ]     | |
| 1211–1214 | Leszek el Blanco                    | [ 12 ]     | |
| 1214–1219 | Control húngaro                     | [ 12 ]     | El rey de Hungría era Andrés II. |
| 1219–1225 | Mstislav Mstislávich                | [ 12 ]     | |
| 1227–1231 | Yaroslav Íngvarevich                | [ 12 ]     | |
| 1231–1234 | Aleksandr Vsévolodich               | [ 12 ]     | |
| 1234–1240 | Rostislav Mijaílovich               | [ 12 ]     | Konstantín de Riazán gobernó Perémyshl por Rostislav. |
| 1240–1243 | Grigori Vasil'evich                 | [ 12 ]     | |
| 1243–1245 | Rostislav Mijaílovich (segunda vez) | [ 12 ]     | |
| 1245–1246 | Grigori Vasil'evich (segunda vez)   | [ 12 ]     | |
| 1246–1249 | Rostislav Mijaílovich (tercera vez) | [ 12 ]     | |
| 1262–1272 | Bela Rostislávich                   | [ 12 ]     | |
| 1263–1269 | Lev Danílovich                      | [ 12 ]     | |